# 菲兰
菲兰（法語：Filain，法語發音：[filɛ̃]）是法国上索恩省的一个市镇，属于沃苏勒区。

## 地理
菲兰（47°31'8"N, 6°11'1"E）面积15.79 平方千米，位于法国勃艮第-弗朗什-孔泰大區上索恩省，该省份为法国东部内陆省份，北起顺时针与孚日省、贝尔福地区省、杜省、汝拉省、科多尔省和上马恩省接壤。
与菲兰接壤的市镇（或旧市镇、城区）包括：讷雷莱拉德米、欧图瓦松、利诺特河畔当皮埃尔、瓦勒鲁瓦洛里奥、韦勒福、维莱菲兰。

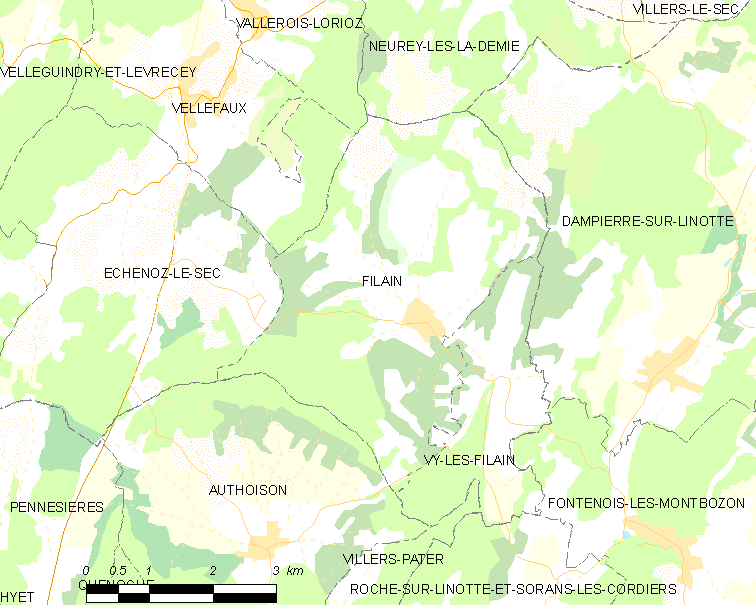
菲兰的OSM定位图

菲兰的时区为UTC+01:00、UTC+02:00（夏令时）。

## 行政
菲兰的邮政编码为70230，INSEE市镇编码为70234。

## 政治
菲兰所属的省级选区为里奥县。

## 人口

1962-2008年间菲兰人口变化图示

菲兰于2022年1月1日时的人口数量为219人。